# Estrella de tipo S
En astronomía, las estrellas de tipo S (o simplemente estrellas S) son gigantes rojas de tipo espectral S similares a las de tipo M, excepto que los óxidos dominantes en su espectro son los formados por metales del quinto período de la tabla periódica (circonio, itrio, etc) en vez de los del cuarto período (titanio, escandio y vanadio). Las estrellas de tipo S presentan bandas intensas de cianógeno (CN) y contienen líneas espectrales de litio y tecnecio. Las estrellas S puras, llamadas también estrellas de circonio, son aquellas en donde las bandas de óxido de circonio son muy intensas y las de óxido de titanio están ausentes o son apenas perceptibles.
Las estrellas SC —cuyo prototipo es UY Centauri— son intermedias entre las estrellas de tipo S y las estrellas de carbono, mostrando una relación entre los contenidos de carbono y oxígeno próxima a la unidad.
En la década de 1990 se descubrió que las estrellas S se forman por dos mecanismos diferentes.
Por una parte, las de mayor luminosidad son estrellas de la rama asintótica gigante (RAG) en donde los elementos del proceso-s y el carbono ascienden a la superficie estelar, variando la composición química de su atmósfera.
Por otra parte, las estrellas de menor luminosidad forman parte de sistemas binarios; en ellos la estrella más masiva pasa por la fase RAG y transfiere masa a su acompañante, propiciando el cambio de composición de esta última.
En el primer caso se habla de estrellas S «intrínsecas» mientras que en el segundo caso se las denomina estrellas S «extrínsecas».
Casi todas las estrellas de tipo S son variables de largo período.

## Principales estrellas de tipo S
| Nombre            | Otra denominación | Magnitud aparente | Variabilidad           |
| ----------------- | ----------------- | ----------------- | ---------------------- |
| BD Camelopardalis | HD 22649          | 5,11              | Estrella simbiótica    |
| Pi1 Gruis         | HD 212087         | 6,14              | Variable pulsante      |
| HR Pegasi         | HD 216672         | 6,47              |                        |
| Ji Cygni          | HD 187796         | 6,80              | Estrella variable Mira |
| V1261 Orionis     | HD 35155          | 6,87              | Binaria eclipsante     |
| R Canis Minoris   | HD 54300          | 7,25              | Estrella variable Mira |
| R Andromedae      | HD 1967           | 7,39              | Estrella variable Mira |
| V Cancri          | HD 70276          | 7,50              | Estrella variable Mira |
| R Lyncis          | HD 51610          | 7,56              | Estrella variable Mira |
| R Geminorum       | HD 53791          | 7,68              | Estrella variable Mira |
| S Cassiopeiae     | HD 7769           | 7,90              | Estrella variable Mira |

Fuente: Base de datos SIMBAD